# بازينهم (باد كاليه)
بازينهم، باد كاليه (بالفرنسية: Bazinghen)‏ هي بلدية تقع في إقليم باد كاليه من منطقة نور با دو كاليه في شمال فرنسا. تبلغ مساحة هذه المدينة 13.2 (كم²)، وترتفع عن سطح البحر 76 م، يبلغ عدد سكانها 426 نسمة حسب إحصاء المعهد الوطني للإحصاء والدراسات الاقتصادية سنة 2009 م. وترأس Raphaël Delattre البلدية خلال فترة (2008-2014).